# Mate.Feed.Kill.Repeat.
«Mate. Feed. Kill. Repeat.» — первый релиз американской ню-метал-группы Slipknot, выпущенный 31 октября 1996 года на лейбле -ismit Recordings. Альбом был выпущен ограниченным тиражом в 980 копий. Изначально группа самостоятельно распространяла некоторые из этих копий, но в 1997 году выпустила оставшиеся 386 штук на лейбле -ismist Recordings. Из-за ограниченного выпуска альбом стал очень популярным среди фанатов с момента роста популярности Slipknot.
Несмотря на то, что данный релиз является дебютным, группа всячески отрицает этот факт поясняя, что Mate. Feed. Kill. Repeat. — это демозапись; большинство песен альбома Slipknot развили и выпустили в последующих релизах, только в более радикально изменённых формах. Альбом был записан в течение четырёх месяцев в родном городе группы Де-Мойн, штат Айова. Музыка в альбоме содержит обширное количество влияний, включая фанк, джаз и диско, которые не были столь очевидны в более позднем материале. Большинство текстов песен и название альбома были взяты из ролевой игры «Werewolf: The Apocalypse». Песни содержат «акцент на нетрадиционном написании песен» и мелодичные темы больше, чем последующие релизы Slipknot.

## Запись и производство
В конце 1995 года Slipknot и продюсер Шон МакМахон пришли в студию родного города Де-Мойн, штат Айова SR Audio и приступили к записи дебютного альбома. В прошлом Шон говорил, что группа была «управляемой», так как большую часть времени они провели в студии в течение четырёх месяцев, которые требовались для создания альбома. Slipknot самостоятельно профинансировали производство пластинки, стоимость которого оценивается в 40 000 долларов. Группа рассказала, насколько сложным был процесс обучения в те годы, когда они впервые записали свою музыку, в частности, проблему захвата дополнительных ударных элементов .
Группа стремилась к племенному звучанию, но столкнулась с разными проблемами, одна из которых незначительные ошибки в синхронизации. Тем не менее, в этот период Slipknot усовершенствовали свой ударный звук, экспериментируя с возведением стен, чтобы изолировать барабаны и менять их местами . В феврале 1996 года в процессе микширования соло-гитарист Донни Стили решил покинуть группу по религиозным причинам, вследствие чего Крэйг Джонс присоединился к группе, чтобы занять его место; однако, группа поняла, что они включили слишком много семплов в свои записи и не смогли воспроизвести эти звуки вживую. Чтобы решить эту проблему, Джонс перешел на семплер, а Мик Томсон присоединился в качестве соло-гитариста.
После долгого времени, проведённого над мастерингом и микшированием, Mate. Feed. Kill. Repeat. был выпущен в Хеллоуин 31 октября 1996 года и издавался на одной из вечеринок в The Safari — местный клуб, где Slipknot отыграли множество своих самых ранних концертов.

## Музыка и тематика текстов
Музыкальный стиль Slipknot постоянно опровергается из-за стиля оформления их обложек альбомов; однако Mate. Feed. Kill. Repeat. является самым экспериментальным релизом группы и в значительной мере отличается от их более тяжёлого стиля, благодаря которой группа стала известной. Одной из первоначальных целей группы было смешать различные жанры музыки, чтобы сформировать свой собственный стиль; на основе этого их ранее называли Meld (рус. «объединяющим»). Однако в звучании Slipknot всё ещё есть сходства. В таких песнях, как «Slipknot», «Only One» и «Some Feel» присутствует доминирующее влияние хеви-метала, особенно в звучании гитар. Песни «Gently», «Tattered & Torn» и «Killers Are Quiet» выполнены в медленном «тоскливом» стиле, который группа сохранила на некоторых своих последних работах. В альбоме также были реализованы элементы джаза и фанка, хотя «Confessions» — единственная композиция в альбоме, в котором преобладают эти жанры. Песня «Do Nothing/Bitch Slap» самая сложная в альбоме, она сочетает в себе два доминирующих жанра — фанк-метал и диско. В альбоме также прослеживаются элементы дэт-метала.
Название альбома и лирическая составляющая песен — это отсылка на ролевую игру «Werewolf: The Apocalypse». Вокалист Андерс Колсефни и перкуссионист Шон Крейен разделяли взаимный интерес к данной игре, что в значительной степени повлияло на группу в целом. Андрес рассказывал, что «было притягательно быть в состоянии другого человека», заявив, что в этом была сущность Slipknot. После обсуждения текстов песен с продюсером Шоном МакМахоном Донни Стили покинул группу. Джои Джордисон рассказал об уходе Донни следующее: 

(У него) были эти разговоры о Боге, даже тогда, когда мы должны были работать… мы готовы были его поддержать, но он всё же решил покинуть группу.
 Сам Донни Стили говорил, что покинул группу «по множественным причинам… у него было много духовных мыслей».

## Наследие
Оригинальный тираж альбома был ограничен 980 экземплярами. С момента когда группа приобрела известность в 1999 году, пластинка стала востребованной редкостью для поклонников Slipknot. После первого релиза группа раздавала альбом самостоятельно: своим фанатам, радиостанциям и лейблам; 13 июня 1997 года -ismit Recordings взяла на себя распространение оставшихся 386 копий альбома. Эти оригинальные издания с тех пор значительно выросли в цене. Из-за большого интереса к альбому и небольшого количества оригиналов было продано много бутлег-версий альбома, включая CD, MP3 и даже винил.

## Список композиций
Автор всех текстов песен Андерс Колсефни, композиторы — Slipknot
| №                   | Название | Длительность |
| ------------------- | --- | ------------ |
| 1.                  | «Slipknot» | 6:55         |
| 2.                  | «Gently» | 5:16         |
| 3.                  | «Do Nothing/Bitchslap» | 4:19         |
| 4.                  | «Only One» | 2:33         |
| 5.                  | «Tattered & Torn» | 2:35         |
| 6.                  | «Confessions» | 5:05         |
| 7.                  | «Some Feel» | 3:36         |
| 8.                  | «Killers Are Quiet» (Песня «Killers Are Quiet» заканчивается на 10:25 минуте, затем следует 05:10 минут промышленных звуков, на отметке 15:35 содержится скрытый трек «Dogfish Rising») | 20:42        |
| Общая длительность: | Общая длительность: | 51:01        |

## Участники записи
| Slipknot - Андерс Колсефни — вокал, перкуссия, семплы - Донни Стили — соло-гитара - Джош Брэйнард — бэк-вокал, ритм-гитара, бас-гитара («Dogfish Rising») - Пол Грей — бэк-вокал, бас-гитара, вокал («Dogfish Rising») - Шон Крейен — бэк-вокал, перкуссия, семплы, барабаны («Dogfish Rising») - Джои Джордисон — барабаны, ритм-гитара («Dogfish Rising») Приглашённые музыканты - Мик Томсон — соло-гитара (не участвовал в записи, но указан в буклете) - Крэйг Джонс — семплы (не участвовал в записи, но указан в буклете) - Фрэнк Пламли — вокал («Dogfish Rising») (не указан в буклете) | Производственный персонал - Шон МакМахон — продюсер, звукорежиссёр, микширование, мастеринг, вокал («Dogfish Rising») - Slipknot — продюсеры - Майк Лойер — мастеринг - Стефан Сескис — фотограф - Крэйг Джонс — художественное оформление |